# Cerco de Edo
O Cerco de Edo, também conhecido por Batalha de Takanawahara, foi um cerco que ocorreu em 1524 no Castelo de Edo. O clã Hōjō liderado por Hōjō Ujitsuna, sitiou o castelo então liderado por Uesugi Tomooki. Apesar de Edo ter-se tornado desde então a metrópole de Tóquio, esta era apenas uma aldeia pouco importante da região de Kanto.
Ansioso por repelir os atacantes, Uesugi Tomooki conduziu os seus guerreiros para fora do castelo para confrontas os Hōjō em batalha na travessia do rio Takanawa. No entanto, Ujitsuna levou os seus homens rodeando Uesugi e desenvolvendo um ataque por trás das suas forças. Recuando de volta para o seu castelo, Tomooki descobre que o comandante da sua guarnição Ōta Suketaka o havia traído ao abrir as portas do castelo para os Hōjō.
Esta batalha marcaria o início de um conflito de dezassete anos entre os clãs Hōjō e Uesugi pelo domínio de Kanto.